# Des destinées de l'âme
Des destinées de l'âme (Los destinos del alma en español) es un libro de 1879 que se hizo conocido por haber estado encuadernado en piel humana. Fue escrito por Arsène Houssaye y publicado por C. Lévi en París. El libro era propiedad de Ludovic Bouland antes de que fuera adquirido por la Biblioteca de la Universidad de Harvard en 1934. No se confirmó que el libro estuviera encuadernado en piel humana hasta 2014. En 2024, la Universidad de Harvard extrajo la piel y la almacenó por consideraciones éticas.

## Historia
Houssaye era amigo de Bouland y le regaló el libro después de escribirlo. El libro no fue encuadernado en piel humana hasta su adquisición por Bouland, quien creía que «un libro sobre el alma humana merecía tener una cubierta humana». Usó la piel de una mujer fallecida en un hospital psiquiátrico francés, donde era estudiante de medicina. Tras su muerte en 1934, fue adquirida por la Universidad de Harvard, aunque no fue así formalmente hasta 1954. El libro ingresó a la colección junto con una nota que detalla sus orígenes e instrucciones sobre cómo preservar la piel humana.
En 2014, cuando los investigadores pudieron confirmar que el material utilizado era efectivamente piel humana, Harvard dijo que era «una buena noticia para los fanáticos de la bibliopegia antropodérmica, bibliomaníacos y los caníbales». La llegada de las huellas dactilares masivas de péptidos hizo posible tal confirmación, ya que permitió a los investigadores distinguir la piel humana de otros materiales como la piel de oveja. Des destinées de l'âme fue uno de los tres libros probados por la universidad para piel humana y fue el único que lo tenía. En 2023, Harvard realizó una revisión ética de los materiales de su colección y concluyó que había incumplido sus responsabilidades de gestión. Esta revisión fue impulsada por un informe de 2022 sobre restos humanos en posesión de la universidad. Antes de esta revisión ética, el acceso al libro no estaba restringido y posiblemente se utilizaba en rituales de novatada s. A partir de 2024, la Universidad de Harvard retiró la piel humana del libro y la almacenó como medida temporal antes de desecharla.